# Ariete (personaggio)
Ariete (Battering Ram) è un personaggio dei fumetti creato da Peter Milligan (testi) e Mike D. Allred (disegni), pubblicata dalla Marvel Comics. La sua prima apparizione avviene in X-Force (Vol. 1) n. 116 (luglio 2001).

## Biografia del personaggio
Ariete fu un membro di X-Statix per poco tempo. Partecipò a una battaglia contro le tribù Qatmadden in Nord Africa, che volevano rovesciare il governo del loro paese. Durante questa missione il suo compagno di squadra Sluk morì nell'esplosione di un carrarmato.
Ariete provò diverse volte a parlare del suo ruolo nella squadra con il suo leader Zeitgeist, che egli chiamava “Numero Uno”, che non lo prendeva molto in considerazione. Una volta Ariete provò a calmare Gin Genie, mostrando una comprensione che il resto della squadra non aveva. In un'altra occasione l'allenatore mandò la squadra alla Sonic TV per salvare la boy band Boys R Us, ma la missione aveva lo scopo di rinnovare l'immagine pubblica di X-Static.
La missione si rivelò un disastro. L'ultima cosa che Ariete disse a Zeitgeist, prima che entrambi fossero uccisi dalle mitragliate provenienti da un elicottero fu “Capo, il mio ruolo, credo che dovremmo..”.
Tutti i membri della squadra, a eccezione di U-Go Girl e l'Anarchico morirono. Anarchico credette che se non fosse stato per il fatto che Ariete e Zeitgeist si trovavano sulla linea di tiro non sarebbe stato in grado di mettersi in salvo.
Dopo la morte di Ariete e gli altri, Wolverine scoprì che il massacro era opera dello stesso Zeitgeist e del Coach, che volevano liberarsi degli altri membri di X-Statix.

## Poteri e abilità.
Ariete aveva una forza, una resistenza e dei riflessi sovrumani, insieme a un cranio molto resistente dotato di due corna, simili a quelle di un ariete.